# ПРВ-9
ПРВ-9 «Наклон-2» — (индекс ГРАУ — 1РЛ19, по классификации НАТО — Thin Skin A) — советский радиовысотомер. Стоял на вооружении стран варшавского договора.

## История
У существовавших в конце 1950-х годов на вооружении радиовысотомеров отсутствовала большая мобильность, поэтому в 1958 году ОКБ-588 МГСНХ была поручена разработка нового высотомера. В 1960 году под индексом 1РЛ19 он был принят на вооружение.

## Состав
Высотомер выполнен в подвижном варианте. В состав высотомера входят:
- прицеп № 1 — аппаратный в прицепе типа К-375Б;
- прицеп № 2 — дизельная электростанция 1Э9 (КУНГ-П-БМ) — 2 агрегата АД-30;
- преобразователь сетевой частоты ВПЛ-30 в контейнере.[2]

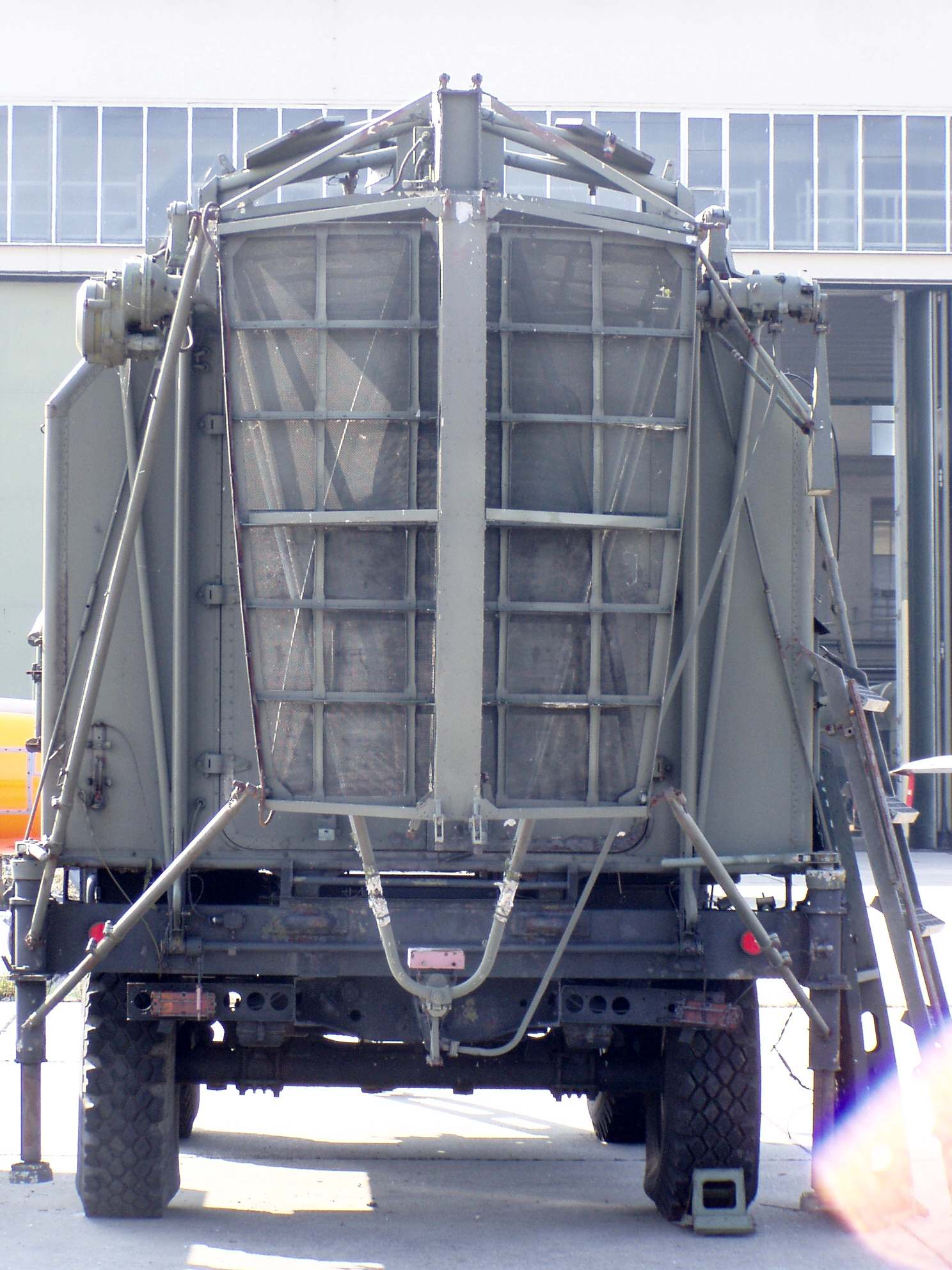
ПРВ-9

## Технические характеристики
| Характеристики ПРВ-9               | Характеристики ПРВ-9 |
| ---------------------------------- | -------------------- |
| Частотный диапазон                 | от 5 до 9 ГГц        |
| Частота повторения импульсов       | 400/800 Гц           |
| Длительность импульса              | 1,6—2,5 мкс          |
| Импульсная мощность                | 700 кВт              |
| Средняя мощность                   | 470 Вт               |
| Максимальная дальность обнаружения | 200/300 км           |

## Модификации
У высотомера было две модификации:
- ПРВ-9А — на базе шасси автомобиля КрАЗ-214, в комплекте с электростанцией 1Э9 в прицепе;
- ПРВ-9Б — на базе шасси автомобиля КрАЗ-214 без собственных источников первичного питания.